# Moorhead (Misisipi)
Moorhead es una ciudad del condado de Sunflower en el estado de Misisipi (Estados Unidos). En el año 2000 tenía una población de 2.573 habitantes en una superficie de 3.4 km², con una densidad poblacional de 767.9 personas por km². 

## Geografía
Moorhead se encuentra ubicada en las coordenadas 33°26′57″N 90°30′17″O / 33.44917, -90.50472. Según la Oficina del Censo, la ciudad tiene un área total de 3,4 km² (1,3 mi²), de la cual 3,4 km² (1,3 mi²) es tierra y 0 km² (0 mi²) es agua.

### Localidades adyacentes
El siguiente diagrama muestra a las localidades en un radio de 20 kilómetros (12,4 mi) de Moorhead.

## Demografía
Para el censo de 2000, había 2.573 personas, 688 hogares y 520 familias en la ciudad. La densidad de población era 767.9 hab/km².
En el 2000 la renta per cápita promedia del hogar era de $ 20.401 y el ingreso promedio para una familia era de $23.000. El ingreso per cápita para la localidad era de $8.631. En 2000 los hombres tenían un ingreso per cápita de $26.538 contra $17.697 para las mujeres. Alrededor del 38% de la población estaba bajo el umbral de pobreza nacional.